# منطقة الابوزها
الابوزها رمزها «AL» (بالإنجليزية: Alappuzha)‏ ، هو تقسيم إداري لدولة الهند تتبع ولاية كيرلا (بالإنجليزية: Kerala)‏ ، مركزها هو مدينة الابوزها (بالإنجليزية: Alappuzha)‏ عدد سكانها حسب تعداد سنة 2001 هو 2,105,349 ، مساحتها 1,414 كم² وكثافة السكان 1,489 لكل كم² .